# Zeta Hydrae
Zeta Hydrae (ζ Hya, ζ Hydrae) è terza stella più luminosa della costellazione dell'Idra; ha una magnitudine apparente di +3,13 e occasionalmente viene chiamata Hydrobius, nome di provenienza greca e che significa "abitante dell'acqua". Dista 167 anni luce dalla Terra.

## Osservazione
Zeta Hydrae è una stella dell'emisfero boreale, una delle più settentrionali della vasta costellazione dell'Idra, e la sua prossimità all'equatore celeste le consente di poter essere osservata da tutte le aree abitate della Terra. D'altra parte questa vicinanza all'equatore celeste fa sì che essa sia circumpolare solo nelle regioni vicine al polo nord terrestre. Essendo di magnitudine +3,13 la si può scorgere anche dai piccoli e medi centri urbani senza difficoltà.
Il periodo migliore per la sua osservazione ricade nei mesi primaverili dell'emisfero boreale, che equivale alla stagione autunnale dell'emisfero australe.

## Caratteristiche fisiche
Zeta Hydrae è una gigante brillante gialla di tipo spettrale G9II-III; la sua massa è circa il triplo di quella del Sole mentre il raggio è 16 volte superiore. Si stima che la sua età sia attorno ai 400 milioni di anni e sia nata come una calda stella di classe B, che ora ha esaurito l'idrogeno nel suo nucleo e si è trasformata in gigante, entrando nell'ultimo stadio della sua esistenza. In futuro diverrà ancor più luminosa e inizierà a pulsare come una variabile Mira, prima di espellere i suoi strati più esterni creando una nebulosa planetaria, mentre ciò che rimarrà delle parti interne si contrarrà in una piccola e densa nana bianca.